# الرجل ذو الخمسة وجوه (مسلسل)
الرجل ذو الخمسة وجوه مسلسل تليفزيوني مصري عُرض أول مرة سنة 1969، بطولة صلاح ذو الفقار، من تأليف جلال الغزالي وإخراج إبراهيم الصحن.

## الأحداث
يقع حادث سيارة لإبراهيم، ويفقد على إثره الذاكرة، ويتعرف على المديرة سلوى التي تترك منزل والدتها بعد محاولة زوج والدتها مضايقتها، وتُقيم لدى عمها، وتحاول مساعدة إبراهيم في التعرف على شخصيته، ويبدأ يكتشف حياته الماضية يومًا بعد يوم ما بين وظيفة رجل أعمال في مجال الخردة، ومهندس، وضابط مباحث، ومجرم.

## الشخصيات الرئيسية
- صلاح ذو الفقار
- زيزي البدراوي
- توفيق الدقن
- محمد الدفراوي
- إحسان القلعاوي
- حسن عبد الحميد
- عزيزة راشد
- محمود حجازي
- أحمد الجزيري
- حافظ أمين
- محمد صبيح
- محمد شوقي
- سهير زكي
- إسكندر منسي